# Chiesa di San Pietro in Sala
La chiesa di San Pietro in Sala è un luogo di culto cattolico di Milano, posta nella zona occidentale della città. È sede dell'omonima parrocchia, compresa nel decanato di San Siro-Sempione-Vercellina dell'arcidiocesi di Milano.

## Storia
Le prime attestazioni del borgo di Sala (un tempo separato dal nucleo della città) risalgono alla fine del X secolo (atto di vendita di fondi da Ferlinda, vedova di Benedetto Ronzone, nel luogo detto Sala e Felegazo, 29 agosto 970; in documenti successivi la località è detta Sala Rozonis e poi semplicemente Sala). La prima menzione di una chiesa è quella, reperita in alcuni documenti del 1028, di una cappella dedicata ai santi Michele e Pietro, consacrata dall'arcivescovo Ariberto da Intimiano.

### Fondazione
Nel settembre di quello stesso 1028 si registra la nascita di San Pietro in Sala per disposizione del canonico Ottone da Bezo, su un terreno di 3 jugiae (= 36 pertiche) di cui era usufruttuaria Raidruda, vedova di Gandolfo. Quest'ultima cedette la chiesa da lei stessa fatta costruire, e consacrata dal vescovo Ariberto da Intimiano, all'abate del monastero di Sant'Ambrogio insieme ai terreni circostanti, comprendenti anche una cascina ed un pozzo. Circa i motivi dell'intitolazione poco si sa, a parte il fatto che il padre di Gandolfo si chiamava Pietro.
È intorno al 1100 che nascono le vicinantiae che presto evolveranno in "parrocchie", e San Pietro in Sala viene citata come parrocchia già in una bolla del papa Pasquale II del 14 febbraio 1102 ("Ecclesia sancti Petri, ubi dicitur a Sala, cum parochia sua"). In seguito la parrocchia sarà sempre così denominata, abbandonando l'altra intitolazione all'arcangelo Michele.
Uno dei primi curati di San Pietro in Sala (se non il primo in assoluto) fu Teusprando noto da un documento del 1043. Sembra che la chiesa originale sorgesse sul lato della piazza opposto a quello dell'attuale edificio (nei documenti si dice che confinava, a ponente, con "la strada", ma non è chiaro se si parli della strada Vercellina, odierno corso Vercelli, o un'altra strada secondaria).

### La prima ricostruzione
Si trattava comunque di un piccolo edificio, destinato a servire gli abitanti delle case della Baitana - oggi via Belfiore - e delle Cassine de Biffis all'inizio dell'attuale via San Siro. Già nel 1141 essa venne riedificata, ad opera di Eriberto da Pasilvano, per contenere l'accresciuto numero di fedeli.
Col passare del tempo, il borgo di Porta Vercellina si sviluppò portando alla nascita di numerose chiese e cappelle. Nel XV secolo tutte le chiese minori dipendenti dal monastero di Sant'Ambrogio (e tra esse anche San Pietro in Sala) vennero riunite come sussidiarie in un'unica parrocchia (di Sant'Agostino).
Nel 1567 monsignor Ludovico Moneta compie una visita pastorale a San Pietro in Sala, su delega dell'arcivescovo, Carlo Borromeo. Dai documenti relativi a quella visita si apprende che all'epoca la chiesa serviva "16 focolari e circa 80 anime", e che il curato era don Bernardino de Bono.

### La nuova chiesa parrocchiale

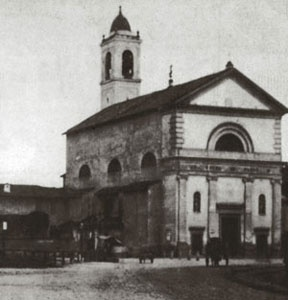
La chiesa di San Pietro in Sala prima del rifacimento del XX secolo

Il 1º aprile 1581, a seguito di reiterate istanze di abitanti della zona, San Pietro in Sala ridiventa parrocchia, con una giurisdizione su tutto il territorio all'esterno di Porta Vercellina. Per l'occasione viene avviata, ad opera verosimilmente di Martino Bassi, la costruzione di una nuova chiesa, più ampia (22 braccia x 14, con tre altari e un battistero), terminata nel giro di pochi anni. Dal 1582 ne fu parroco l'oblato don Gerolamo Broggi.

### XIX secolo
Dopo alcuni lavori di ampliamento, iniziati l'8 luglio 1838, il 20 ottobre 1839 viene solennemente benedetta la chiesa rinnovata. Questi lavori, durati poco più di un anno, l'hanno resa tre volte più ampia della precedente.

Nel 1889 la chiesa venne dotata di un organo di grande qualità, prodotto da Vittore Ermolli di Varese e collaudato positivamente dai maestri Michele Bianchi e Carlo Galli il 14 agosto di quell'anno.

### XX secolo
Nel corso del XX secolo la chiesa venne completamente ricostruita dall'Impresa di Costruzioni Magnaghi- Bassanini , architetto ing. Antonio Casati dandole l'aspetto odierno, mentre la parrocchia ha dato origine a diverse altre nuove parrocchie:
- Sacro Cuore alla Gagnola (1906)
- Santa Maria Segreta (1910)
- Santa Maria del Rosario (1919)
- Santi Nabore e Felice (1931)
- Santi Protaso e Gervaso (1933)
- San Benedetto ("Piccolo Cottolengo") (1953)
- Gesù Buon Pastore e San Matteo (1956)
- Corpus Domini (1956)

Nel 1926 nella parrocchia esercitò il ruolo di educatore giovanile un giovane Carlo Gnocchi.